# Bolbochromus nigerrimus
Bolbochromus nigerrimus är en skalbaggsart som beskrevs av John Obadiah Westwood 1852. Bolbochromus nigerrimus ingår i släktet Bolbochromus och familjen Bolboceratidae. Inga underarter finns listade.